# Општина Алмашу Маре (Алба)
Алмашу Маре (рум. Almaşu Mare) општина је у Румунији у округу Алба.
Oпштина се налази на надморској висини од 631 m.